# فهرست فیلم‌های ترسناک ۲۰۲۲
این فهرستی از فیلم‌های ترسناک است که در سال ۲۰۲۲ منتشر شده‌اند.

## فهرست
| عنوان                     | کارگردان                     | بازیگران | کشور                            | ژانر                        |
| ------------------------- | ---------------------------- | --- | ------------------------------- | --------------------------- |
| آتش‌افروز                  | کیت توماس                    | زک افران، سیدنی لمون، رایان کیرا آرمسترانگ، مایکل گرییز، گلوریا روبن                                               | ایالات متحده                    | وحشت فراطبیعی               |
| استخوان‌ها و همه           | لوکا گوادانینو               | تیلور راسل، تیموتی شالامی، مارک رایلنس، مایکل استولبارگ، اندره هلند، جسیکا هارپر، کلویی سونی، دیوید گوردون گرین    | ایالات متحده، انگلستان، ایتالیا | بلوغ عاشقانه ترسناک جاده‌ای  |
| استودیوی ۶۶۶              | بی.جی. مک‌دانل                | دیو گرول، تیلور هاوکینز                                                                                            | ایالات متحده                    | کمدی ترسناک                 |
| اوما                      | آیریس کی شیم                 | ساندرا اوه، فیفل استوارت، درموت مالرونی، اودیا راش، میوا آلانا لی، تام یی                                          | ایالات متحده                    | وحشت فراطبیعی               |
| ایکس                      | تی وست                       | میا گاث، جنا اورتگا، مارتین هندرسون، بریتنی اسنو، کید کادی                                                         | ایالات متحده                    | اسلشر                       |
| بد حرف نزن                | کریستین تافدروپ              | مورتن بوریان، شیدسل شیم کخ، فدجا ون هوئت، کارینا اسمالدرز، لیوا فورسبرگ، ماریوس دامسلوف                            | دانمارک                         | وحشت روان‌شناختی             |
| بدو عزیزم بدو             | شانا فسته                    | الا بالینسکا، پیلو اسبک، کلارک گرگ، امل امین، دایو اوکینی، بتسی براندت، شهره آغداشلو                               | ایالات متحده                    | ترسناک دلهره‌آور             |
| بربر                      | زک کرگر                      | جرجینا کمپل، بیل اسکاشگورد، جاستین لانگ                                                                            | ایالات متحده                    | ترسناک                      |
| برپاخیزان جهنم            | دیوید بروکنر                 | اودسا آزیون، جیمی کلیتون                                                                                           | ایالات متحده                    | فراطبیعی ترسناک             |
| پرل                       | تی وست                       | میا گاث، دیوید کورنسوت، تندی رایت، متیو ساندرلند، اِما جنکینز-پورو، آلیستر سیول                                     | ایالات متحده                    | اسلشر                       |
| تازه                      | میمی کیو                     | آلیسا سادرلند، لیلی سالیوان، مورگانا دیویس                                                                         | ایالات متحده                    | فراطبیعی                    |
| تلفن آقای هریگان          | جان لی هنکاک                 | جیدن مارتل، دونالد ساترلند، کربی هوول باپتست، جو تیپت                                                              | ایالات متحده                    | ترسناک دلهره‌آور             |
| تلفن سیاه                 | اسکات دریکسون                | جرمی دیویس، ایثن هاک، جیمز رانسون                                                                                  | ایالات متحده                    | ترسناک دلهره‌آور             |
| ترس                       | دئون تیلور                   | جوزف سیکورا، تی.آی.، کینگ بچ، ترنس جی، روبی موداین، اینی ایلانزا، ایو گلدبرگ                                       | ایالات متحده                    | ترسناک                      |
| ترساننده ۲                | دیمین لئون                   | لورن لاورا، الیوت فولام، سارا ووگت، کیلی هیمن، کیسی هارنت، دیوید هوارد تورنتون                                     | ایالات متحده                    | اسلشر اسپلتر                |
| تنها نخواهی بود           | گوران استیلوسکی              | آناماریا مارینکا، آلیس انگلرت، کارلوتو کوتا، نومی راپاس، آرتا دوبروشی                                              | استرالیا، ایالات متحده          | درام ترسناک                 |
| زهره                      | ژاومه بالاگرو                | ژاومه بالاگرو، آنجلا کرمونته، ماگوی میرا، فرناندو والدیویسو، فدریکو آگوادو                                         | اسپانیا                         | وحشت کیهانی                 |
| جنایات آینده              | دیوید کراننبرگ               | ویگو مورتنسن، لئا سیدو، کریستن استوارت، دان مک‌کلر، اسکات اسپیدمن                                                   | ایالات متحده                    | علمی-تخیلی وحشت جسمی        |
| جواب منفی                 | جوردن پیل                    | دنیل کالویا، کیکه پالمر، استیون ین                                                                                 | ایالات متحده                    | ترسناک علمی تخیلی           |
| جیغ                       | تایلر ژیلت، مت بتینلی-اولپین | دیوید آرکت، نو کمبل، کورتنی کاکس، مارلی شلتن                                                                       | ایالات متحده                    | اسلشر                       |
| چشم آبی روشن              | اسکات کوپر                   | کریستین بیل، هری ملینگ، جیلین اندرسون، رابرت دووال، تیموتی اسپال، لوسی بوینتون، شارلوت گنسبور، توبی جونز، هری لوتی | ایالات متحده                    | ترسناک-هیجانی گوتیک         |
| خرمن تاریک                | دیوید اسلید                  | کیسی لایک، ایمیری کراچفیلد، جرمی دیویس، الیزابت ریسر، لوک کیربی                                                    | ایالات متحده                    | وحشت فراطبیعی               |
| شکار                      | دن تراختنبرگ                 | امبر میدتاندر، دین دی لیگرو                                                                                        | ایالات متحده                    | علمی تخیلی اکشن             |
| صورت‌غذا                   | مارک مایلود                  | آنیا تیلور-جوی، نیکلاس هولت، ریف فاینز، هانگ چائو، جان لگویزمائو، جانت مک‌تیر، جودیت لایت                           | ایالات متحده                    | ترسناک کمدی سیاه            |
| عروس                      | جسیکا ام تامپسون             | ناتالی امانوئل، توماس دورتی، هیو اسکینر، شان پرتوی، کورتنی تیلور، آلانا بودن، استفانی کورنلیوسن                    | ایالات متحده                    | ترسناک دلهره‌آور             |
| کشتار با اره‌برقی در تگزاس | دیوید بلو گارسیا             | نل هادسون، السی فیشر، جیکوب لاتیمور، مو دانفورد                                                                    | ایالات متحده                    | اسلشر                       |
| گرگینه                    | امر کاوشیک                   | وارون دهاوان، کریتی سانون، دیپاک دوبریال، آبیشک بانرجی                                                             | هندوستان                        | کمدی، ترسناک                |
| لبخند                     | پارکر فین                    | سوزی بیکن، کایل گالنر، کیتلین استیسی، جسی آشر، راب مورگان، کل پن، رابین ویگرت، جودی ریس و جیلیان زینسر             | ایالات متحده                    | فراطبیعی ترسناک             |
| مردان                     | الکس گارلند                  | جسی باکلی، روری کینیار، پاپا اسیدو                                                                                 | ایالات متحده                    | درام ترسناک، ترسناک عامیانه |
| موربیوس                   | دنیل اسپینوزا                | جرد لتو، مت اسمیت، آدریا آرجونا، جرد هریس، ال مادریگال، تایریس گیبسون                                              | ایالات متحده                    | اکشن، ترسناک                |
| هالووین به پایان می‌رسد    | دیوید گوردون گرین            | جیمی لی کرتیس، اندی ماتیچاک، کایل ریچاردز، نانسی استفنز، چارلز سایفرس                                              | ایالات متحده                    | اسلشر                       |
| هزار تو ۲                 | آنیس بازمی                   | کارتیک آریان، تابو، کیارا ادوانی                                                                                   | هندوستان                        | کمدی ترسناک                 |
| هیولاوار                  | کریس سیورستون                | کریستینا ریچی، کالین کمپ، لو تامپل، نیک واللونگا، سانتینو بارنارد                                                  | ایالات متحده                    | دلهره‌آور ماوراء طبیعی       |
| یتیم: اولین قتل           | ویلیام برنت بل               | ایزابل فورمن، جولیا استایلز، روسیف ساترلند                                                                         | ایالات متحده                    | وحشت روان‌شناختی             |